# جيمس لويد بريك
جيمس لويد بريك (بالإنجليزية: James Lloyd Breck) هو مبشر أمريكي، ولد في 27 يونيو 1818 في مقاطعة فيلادلفيا في الولايات المتحدة، وتوفي في 2 أبريل 1876 في بنيسيا في الولايات المتحدة.